# Classificació de la Copa del Món de futbol 1954
Per a la Copa del Món de Futbol 1954, disputada a Suïssa l'any 1954, s'hi van inscriure 39 equips per a un total de 16 places disponibles. El campió (Uruguai) i l'organitzador (Suïssa) es van classificar automàticament.
Els 37 equips restants van ser dividits en grups en funció de la regió, de la següent manera:
- Europa: 11 places per 27 equips (inclosos Egipte i Israel). Grups 1 a 10.
- Amèrica del Sud: 1 plaça per 4 equips. Grup 11.
- Amèrica del Nord: 1 plaça per 3 equips. Grup 12.
- Àsia: 1 plaça per 3 equips. Grup 13.

## Europa

### Grup 1
| Equip               | Pts | PJ | PG | PE | PP | GF | GC |
| ------------------- | --- | -- | -- | -- | -- | -- | -- |
| Alemanya Occidental | 7   | 4  | 3  | 1  | 0  | 12 | 3  |
| Saarland            | 3   | 4  | 1  | 1  | 2  | 4  | 8  |
| Noruega             | 2   | 4  | 0  | 2  | 2  | 4  | 9  |

| Data                   | Seu         | Partit              | Partit   | Partit | Partit   | Partit              |
| ---------------------- | ----------- | ------------------- | -------- | ------ | -------- | ------------------- |
| 24 de juny de 1953     | Oslo        | Noruega             | Noruega  | 2-3    | Saarland | Saarland            |
| 19 d'agost de 1953     | Oslo        | Noruega             | Noruega  | 1-1    | Alemanya | Alemanya Occidental |
| 11 d'octubre de 1953   | Stuttgart   | Alemanya Occidental | Alemanya | 3-0    | Saarland | Saarland            |
| 8 de novembre de 1953  | Saarbrucken | Saarland            | Saarland | 0-0    | Noruega  | Noruega             |
| 22 de novembre de 1953 | Hamburg     | Alemanya Occidental | Alemanya | 5-1    | Noruega  | Noruega             |
| 28 de març de 1954     | Saarbrucken | Saarland            | Saarland | 1-3    | Alemanya | Alemanya Occidental |

- Classificat: Alemanya Occidental

### Grup 2
| Equip     | Pts | PJ | PG | PE | PP | GF | GC |
| --------- | --- | -- | -- | -- | -- | -- | -- |
| Bèlgica   | 7   | 4  | 3  | 1  | 0  | 11 | 6  |
| Suècia    | 3   | 4  | 1  | 1  | 2  | 9  | 8  |
| Finlàndia | 2   | 4  | 0  | 2  | 2  | 7  | 13 |

| Data                   | Seu         | Partit    | Partit    | Partit | Partit    | Partit    |
| ---------------------- | ----------- | --------- | --------- | ------ | --------- | --------- |
| 25 de maig de 1953     | Hèlsinki    | Finlàndia | Finlàndia | 2-4    | Bèlgica   | Bèlgica   |
| 28 de maig de 1953     | Estocolm    | Suècia    | Suècia    | 2-3    | Bèlgica   | Bèlgica   |
| 5 d'agost de 1953      | Hèlsinki    | Finlàndia | Finlàndia | 3-3    | Suècia    | Suècia    |
| 16 d'agost de 1953     | Estocolm    | Suècia    | Suècia    | 4-0    | Finlàndia | Finlàndia |
| 23 de setembre de 1953 | Brussel·les | Bèlgica   | Bèlgica   | 2-2    | Finlàndia | Finlàndia |
| 8 d'octubre de 1953    | Brussel·les | Bèlgica   | Bèlgica   | 2-0    | Suècia    | Suècia    |

- Classificat: Bèlgica

### Grup 3
Tal com es va fer quatre anys abans, s'usà com a fase de classificació el Campionat Britànic de Nacions.
| Equip            | Pts | PJ | PG | PE | PP | GF | GC |
| ---------------- | --- | -- | -- | -- | -- | -- | -- |
| Anglaterra       | 6   | 3  | 3  | 0  | 0  | 11 | 4  |
| Escòcia          | 3   | 3  | 1  | 1  | 1  | 8  | 8  |
| Irlanda del Nord | 2   | 3  | 1  | 0  | 2  | 4  | 7  |
| Gal·les          | 1   | 3  | 0  | 1  | 2  | 5  | 9  |

| Data                   | Seu       | Partit           | Partit           | Partit | Partit           | Partit           |
| ---------------------- | --------- | ---------------- | ---------------- | ------ | ---------------- | ---------------- |
| 3 d'octubre de 1953    | Belfast   | Irlanda del Nord | Irlanda del Nord | 1-3    | Escòcia          | Escòcia          |
| 10 d'octubre de 1953   | Cardiff   | Gal·les          | Gal·les          | 1-4    | Anglaterra       | Anglaterra       |
| 4 de novembre de 1953  | Glasgow   | Escòcia          | Escòcia          | 3-3    | Gal·les          | Gal·les          |
| 11 de novembre de 1953 | Liverpool | Anglaterra       | Anglaterra       | 3-1    | Irlanda del Nord | Irlanda del Nord |
| 31 de març de 1954     | Wrexham   | Gal·les          | Gal·les          | 1-2    | Irlanda del Nord | Irlanda del Nord |
| 3 d'abril de 1954      | Glasgow   | Escòcia          | Escòcia          | 2-4    | Anglaterra       | Anglaterra       |

- Classificats: Anglaterra i Escòcia.

### Grup 4
| Equip     | Pts | PJ | PG | PE | PP | GF | GC |
| --------- | --- | -- | -- | -- | -- | -- | -- |
| França    | 8   | 4  | 4  | 0  | 0  | 20 | 4  |
| Irlanda   | 4   | 4  | 2  | 0  | 2  | 8  | 6  |
| Luxemburg | 0   | 4  | 0  | 0  | 4  | 1  | 19 |

| Data                   | Seu                 | Partit    | Partit    | Partit | Partit    | Partit    |
| ---------------------- | ------------------- | --------- | --------- | ------ | --------- | --------- |
| 20 de setembre de 1953 | Ciutat de Luxemburg | Luxemburg | Luxemburg | 1-6    | França    | França    |
| 4 d'octubre de 1953    | Dublín              | Irlanda   | Irlanda   | 3-5    | França    | França    |
| 28 d'octubre de 1953   | Dublín              | Irlanda   | Irlanda   | 4-0    | Luxemburg | Luxemburg |
| 25 de novembre de 1953 | París               | França    | França    | 1-0    | Irlanda   | Irlanda   |
| 17 de desembre de 1953 | París               | França    | França    | 8-0    | Luxemburg | Luxemburg |
| 7 de març de 1954      | Ciutat de Luxemburg | Luxemburg | Luxemburg | 0-1    | Irlanda   | Irlanda   |

- Classificat: França

### Grup 5
| Data                   | Seu    | Partit   | Partit   | Partit | Partit   | Partit   |
| ---------------------- | ------ | -------- | -------- | ------ | -------- | -------- |
| 26 de setembre de 1953 | Viena  | Àustria  | Àustria  | 9-1    | Portugal | Portugal |
| 29 de novembre de 1953 | Lisboa | Portugal | Portugal | 0-0    | Àustria  | Àustria  |

- Classificat: Àustria

### Grup 6
| Data               | Seu      | Partit  | Partit  | Partit   | Partit  | Partit  |
| ------------------ | -------- | ------- | ------- | -------- | ------- | ------- |
| 6 de gener de 1954 | Madrid   | Espanya | Espanya | 4-1      | Turquia | Turquia |
| 14 de març de 1954 | Istanbul | Turquia | Turquia | 1-0      | Espanya | Espanya |
| Desempat           |          |         |         |          |         |         |
| 17 de març de 1954 | Roma     | Turquia | Turquia | 2-2 (pr) | Espanya | Espanya |

- Classificat: Turquia, per sorteig.

### Grup 7
Polònia es retira de la competició.
- Classificat: Hongria

### Grup 8
| Equip          | Pts | PJ | PG | PE | PP | GF | GC |
| -------------- | --- | -- | -- | -- | -- | -- | -- |
| Txecoslovàquia | 7   | 4  | 3  | 1  | 0  | 5  | 1  |
| Romania        | 4   | 4  | 2  | 0  | 2  | 5  | 5  |
| Bulgària       | 1   | 4  | 0  | 1  | 3  | 3  | 7  |

| Data                  | Seu        | Partit         | Partit          | Partit | Partit          | Partit         |
| --------------------- | ---------- | -------------- | --------------- | ------ | --------------- | -------------- |
| 28 de juny de 1953    | Bucarest   | Romania        | Romania         | 3-1    | Bulgària        | Bulgària       |
| 14 de juliol de 1953  | Praga      | Txecoslovàquia | República Txeca | 2-0    | Romania         | Romania        |
| 6 de setembre de 1953 | Sofia      | Bulgària       | Bulgària        | 1-2    | República Txeca | Txecoslovàquia |
| 11 d'octubre de 1953  | Sofia      | Bulgària       | Bulgària        | 1-2    | Romania         | Romania        |
| 25 d'octubre de 1953  | Bucarest   | Romania        | Romania         | 0-1    | República Txeca | Txecoslovàquia |
| 8 de novembre de 1953 | Bratislava | Txecoslovàquia | República Txeca | 0-0    | Bulgària        | Bulgària       |

- Classificat: Txecoslovàquia

### Grup 9
| Data                   | Seu      | Partit | Partit         | Partit | Partit         | Partit |
| ---------------------- | -------- | ------ | -------------- | ------ | -------------- | ------ |
| 13 de novembre de 1953 | El Caire | Egipte | Regne d'Egipte | 1-2    | Itàlia         | Itàlia |
| 24 de gener de 1954    | Milà     | Itàlia | Itàlia         | 5-1    | Regne d'Egipte | Egipte |

- Classificat: Itàlia

### Grup 10
| Equip      | Pts | PJ | PG | PE | PP | GF | GC |
| ---------- | --- | -- | -- | -- | -- | -- | -- |
| Iugoslàvia | 8   | 4  | 4  | 0  | 0  | 4  | 0  |
| Grècia     | 4   | 4  | 2  | 0  | 2  | 3  | 2  |
| Israel     | 0   | 4  | 0  | 0  | 4  | 0  | 5  |

| Data                  | Seu      | Partit     | Partit                                     | Partit | Partit                                     | Partit     |
| --------------------- | -------- | ---------- | ------------------------------------------ | ------ | ------------------------------------------ | ---------- |
| 9 de maig de 1953     | Belgrad  | Iugoslàvia | República Federal Socialista de Iugoslàvia | 1-0    | Grècia                                     | Grècia     |
| 1 de novembre de 1953 | Atenes   | Grècia     | Grècia                                     | 1-0    | Israel                                     | Israel     |
| 8 de novembre de 1953 | Skopje   | Iugoslàvia | República Federal Socialista de Iugoslàvia | 1-0    | Israel                                     | Israel     |
| 8 de març de 1954     | Tel-Aviv | Israel     | Israel                                     | 0-2    | Grècia                                     | Grècia     |
| 21 de març de 1954    | Tel-Aviv | Israel     | Israel                                     | 0-1    | República Federal Socialista de Iugoslàvia | Iugoslàvia |
| 28 de març de 1954    | Atenes   | Grècia     | Grècia                                     | 0-1    | República Federal Socialista de Iugoslàvia | Iugoslàvia |

- Classificat: Iugoslàvia

## Amèrica del Sud
Per primer cop en els Mundials es van disputar partits de classificació a aquesta zona. Fins aleshores els equips s'havien classificat per renúncies d'altres participants.

### Grup 11
Perú es retirà. Argentina s'abstingué de participar per ordre del govern de Perón. Colòmbia no participà per estar sancionada per la FIFA per violar les normes de transferència de jugadors establertes aleshores.
| Equip    | Pts | PJ | PG | PE | PP | GF | GC |
| -------- | --- | -- | -- | -- | -- | -- | -- |
| Brasil   | 8   | 4  | 4  | 0  | 0  | 8  | 1  |
| Paraguai | 4   | 4  | 2  | 0  | 2  | 8  | 6  |
| Xile     | 0   | 4  | 0  | 0  | 4  | 1  | 10 |

| Data                 | Seu              | Partit   | Partit   | Partit | Partit   | Partit   |
| -------------------- | ---------------- | -------- | -------- | ------ | -------- | -------- |
| 14 de febrer de 1954 | Asunción         | Paraguai | Paraguai | 4-0    | Xile     | Xile     |
| 21 de febrer de 1954 | Santiago de Xile | Xile     | Xile     | 1-3    | Paraguai | Paraguai |
| 28 de febrer de 1954 | Santiago de Xile | Xile     | Xile     | 0-2    | Brasil   | Brasil   |
| 7 de març de 1954    | Asunción         | Paraguai | Paraguai | 0-1    | Brasil   | Brasil   |
| 14 de març de 1954   | Rio de Janeiro   | Brasil   | Brasil   | 1-0    | Xile     | Xile     |
| 21 d'abril de 1954   | Rio de Janeiro   | Brasil   | Brasil   | 4-1    | Paraguai | Paraguai |

- Classificat: Brasil

## Amèrica del Nord, Central i Carib

### Grup 12
| Equip        | Pts | PJ | PG | PE | PP | GF | GC |
| ------------ | --- | -- | -- | -- | -- | -- | -- |
| Mèxic        | 8   | 4  | 4  | 0  | 0  | 19 | 1  |
| Estats Units | 4   | 4  | 2  | 0  | 2  | 7  | 9  |
| Haití        | 0   | 4  | 0  | 0  | 4  | 2  | 18 |

| Data                   | Seu             | Partit       | Partit                 | Partit | Partit                 | Partit       |
| ---------------------- | --------------- | ------------ | ---------------------- | ------ | ---------------------- | ------------ |
| 19 de juliol de 1953   | Ciutat de Mèxic | Mèxic        | Mèxic                  | 8-0    | Haití                  | Haití        |
| 27 de desembre de 1953 | Port-au-Prince  | Haití        | Haití                  | 0-4    | Mèxic                  | Mèxic        |
| 10 de gener de 1954    | Ciutat de Mèxic | Mèxic        | Mèxic                  | 4-0    | Estats Units d'Amèrica | Estats Units |
| 14 de gener de 1954    | Ciutat de Mèxic | Estats Units | Estats Units d'Amèrica | 1-3    | Mèxic                  | Mèxic        |
| 3 d'abril de 1954      | Port-au-Prince  | Haití        | Haití                  | 3-2    | Estats Units d'Amèrica | Estats Units |
| 4 d'abril de 1954      | Port-au-Prince  | Estats Units | Estats Units d'Amèrica | 3-0    | Haití                  | Haití        |

- Classificat: Mèxic

## Àsia
Per primer cop en els Mundials es van disputar partits de classificació a aquesta zona. Fins aleshores els equips s'havien classificat per renúncies d'altres participants.

### Grup 13
Taiwan es retira de la competició.
| Data               | Seu    | Partit        | Partit        | Partit | Partit        | Partit        |
| ------------------ | ------ | ------------- | ------------- | ------ | ------------- | ------------- |
| 7 de març de 1954  | Tòquio | Japó          | Japó          | 1-5    | Corea del Sud | Corea del Sud |
| 14 de març de 1954 | Tòquio | Corea del Sud | Corea del Sud | 2-2    | Japó          | Japó          |

- Classificat: Corea del Sud